# Glauconycteris poensis
Glauconycteris poensis är en fladdermusart som först beskrevs av Gray 1842.  Glauconycteris poensis ingår i släktet Glauconycteris och familjen läderlappar. Inga underarter finns listade i Catalogue of Life.
Arten förekommer i västra och centrala Afrika från Sierra Leone till östra Kongo-Kinshasa. En avskild population finns i Senegal och dessutom hittas arten på ön Bioko. Habitatet utgörs främst av fuktiga skogar i låglandet.
Individerna vilar i trädens håligheter eller i den täta växtligheten. De bildar där mindre grupper med cirka åtta medlemmar.